# Passion (Utada Hikaru)
Passion è il quindicesimo singolo in lingua giapponese della cantautrice Utada Hikaru, pubblicato il 14 dicembre 2005.
Fa parte della colonna sonora del videogioco della Disney Interactive Studios e della Square Enix Kingdom Hearts II in Giappone. Così come per Hikari, anche di Passion è stata realizzata una versione inglese dal titolo Sanctuary per l'importazione occidentale del gioco. A differenza di Simple and Clean (versione inglese di Hikari), Sanctuary non è stata inclusa in nessuna pubblicazione giapponese di Utada Hikaru, bensì nel suo secondo album (edizione americana) in lingua inglese, This Is the One. Le canzoni sono musicalmente identiche a parte nel ponte del pezzo in cui sono differenti. Il singolo debuttò direttamente alla posizione numero 3 della classifica ORICON Daily Chart. A un anno dalla pubblicazione, il singolo della versione in inglese ha venduto circa 112 000 copie.
Utada Hikaru dichiarò in un'intervista che la canzone rappresentava il suo presente, il suo futuro e il suo passato nella musica. 
Durante l'international tour Utada: In the Flesh 2010 cantò una canzone proponendo una combinazione tra Passion e Sanctuary, quindi cantandola metà in lingua giapponese e metà in lingua inglese. È stata anche interpretata nell'ultimo tour della cantante WILD LIFE.
Il regista del video del brano è Kazuaki Kiriya, ex marito della cantante. Nel video sono presenti molti riferimenti ai precedenti video di Final Distance, Traveling e Sakura Drops. È stato girato in parte in Cina e all'inizio del video è presente un pezzo di animazione creato da Koji Morimoto. Il singolo è stato distribuito in due versioni, una versione solo CD e una versione CD+DVD. Il cantante rapper Devlin ha campionato Passion nel suo pezzo London City, presente nell'album Bud, Sweat and Beers.

## Tracce
Testi e musiche di Utada Hikaru.
CD
1. Passion (Single Version)
2. Passion (After the Battle)

DVD
1. Passion (Single Version) (Music Video)